# Дуглас (Аризона)
Дуглас (англ. Douglas) — город в округе Кочис в штате Аризона США. По данным переписи населения США 2020 года, численность населения составляла 16 534 человека.

## Население
| 2010[…] | 2020    |
| ------- | ------- |
| 17 378  | ↘16 534 |